# Фагот (ПТРК)
9К111 «Фагот» (за класифікацією НАТО — AT-4 Spigot) — радянський переносний протитанковий ракетний комплекс з напівавтоматичним командним наведенням по дротах. Здатен уражати цілі на дальностях до 2 км, а ракетою 9М113 — до 4 км.
Комплекс був розроблений в КБ Приладобудування, м. Тула і поступив на озброєння Збройних сил СРСР у 1970 році. Незабаром ракету модернізували з присвоєнням індексу 9М111-2. 1975 року вийшов модернізований варіант ракети 9М111М зі збільшеною дальністю польоту і підвищеною бронебійністю.

## Склад комплексу
До складу комплексу 9К111-1 "Фагот " входять:
- складна переносна пускова установка 9П135 (9П135М, 9П135М-1) з апаратурою управління 9С451, приладом наведення ракети 9Ш119М1 і механізмом пуску 9П155 на станку 9П56 (9П56М);
- ракети 9М111 (9М111-2) або 9М113 (9М113-2) в транспортно-пускових контейнерах;
- ЗІП
- перевірочна апаратура та інша допоміжна техніка.

### Ракета 9М111
- Дальність стрільби: 70 — 2000 м
- Скорострільність: 3 постр. / Хв.
- Середня швидкість польоту ракети: 183 м/с (659 км/год)
- Максимальна швидкість польоту: 240 м/с (864 км/год)
- Час польоту на максимальну дальність: 11 с
- Розміри ракети, мм:
  -  калібр (діаметр корпусу): 120
  -  довжина: 863
  -  розмах крил: 369
- Розміри контейнера, мм:
  -  довжина: 1 098
  -  ширина: 150
  -  висота: 205
- Маса ракети в ТПК: 13 кг.
- Маса ракети без ТПК: 11,3 кг
- Вага кумулятивною бойовою частини: 2,5 кг
- Бронебійність: до 600 мм
- Бронебійність (під кутом 60 °): 200 мм

## Модифікації ракет
- 9М111 «Фагот» (класифікація НАТО: AT-4 Spigot і AT4A Spigot A) — базова версія, на озброєнні з 1970 року. Калібр ракети 120 мм
- 9М111-2 «Фагот» класифікація НАТО: AT-4B Spigot B) — ракета з модернізованою ДУ. Калібр ракети 120 мм. Максимальна дальність стрільби — 2500 м. Бронебійність БЧ — до 460 мм гомогенної броні.
- 9М111М «Факторія / Фагот-М» (класифікація НАТО: AT-4C Spigot C) — змінена конструкція корпусу і воронки бойової частини для розміщення заряду збільшеної маси і бронебійності. Максимальна дальність стрільби — 2500 м
- 9М113 — Калібр ракети 135 мм. Максимальна дальність стрільби — 75-3000 м. Бронебійність кумулятивної БЧ — до 600 мм.
- 9М113М — Калібр ракети 135 мм. Дальність стрільби — 75-4000 м. Бронебійність тандемно-кумулятивної БЧ — до 800 мм за ДЗ.

## Пускові пристрої
- 9П135 — маса ПП 22,5 кг. Може використовуватися тільки з ракетами серії 9М111 «Фагот».
- 9П135М — може застосовуватися для стрільби і наведення як ракет 9М111 «Фагот», так і 9М113 «Конкурс».
- 9П135М1 — модернізована версія 9П135.
- 9П135М2 — модернізована версія 9П135.
- 9П135М3 — надійшла на озброєння на початку 1990-х років. Має 13 кг тепловізор з дальністю наведення до 2500 м (вночі).
- 9С451М2 — розроблюваний ПП з нічним прицілом забезпеченим системою автоматичного затемнення.

## Бойове застосування

### Російсько-українська війна
Катери проєкту 03160 «Раптор» були використані під час російського вторгнення з лютого 2022 року. Зокрема, в березні 2022 року пара катерів «Раптор» спробувала висадити десант з моря в Маріуполі. Однак, бійці полку «Азов» змогли з другого пострілу з ПТРК «Фагот» підбити один з катерів. Підбитий катер був відбуксований другим в невідомому напрямку.

### Війна в Південній Осетії
Комплекс 9К111 «Фагот» продавався в багатьох країнах світу і використовувався в різноманітних локальних конфліктах. Так, в 2004 году була затримана машина з «Фаготом» в Південній Осетії. "Фагот" активно використовувався під час Війни в Південній Осетії, зокрема під час битви в селі Нікозі.

### Громадянська війна в Ємені
В серпні 2015-го року було продемонстровано відео, на якому в ході збройного конфлікту в Ємені, повстанцям-хуситам вдається знищити за допомогою ПТРК «Фагот» танки американського виробництва M1 Abrams збройних сил Саудівської Аравії.

## Оператори

### Поточні
- Росія 1000
- Україна 800
- Білорусь 500
- Вірменія 500
- Греція 262
- Сербія 250
- Болгарія 222
- Польща 100
- Азербайджан 100
- Алжир 100
- Ангола 100
- Афганістан 100
- Лівія 100
- Кувейт 100
- Куба 100
- Ємен 100
- Сирія 100
- Індія 100
- Хорватія 81
- Боснія і Герцеговина 52
- Угорщина 50
- Словаччина 50
- Чехія 50
- Ефіопія 50
- Фінляндія кілька сотень ПУ 9П135М-1 (виведені з експлуатації) та модернізованих ракет 9М111-2
- Молдова в комплекті БМД-1
- Йорданія
- Грузія
- Перу
- В'єтнам
- Іран
- Ірак
- Казахстан
- Північна Корея
- Литва
- Румунія
- Нікарагуа
- Мозамбік

### Колишні
- Чехословаччина — передані до обох держав-спадкоємців після Розпаду Чехословачини.
- НДР — передано до Німеччини після Возз'єднання Німеччини.
- Німеччина — були зняті з озброєння незабаром після Возз'єднання Німеччини.
- Польща — знято з озброєння.[6]
- Словенія — замінені на ПТРК «Спайк» .[7]
- СРСР — передані до держав-спадкоємців.

## Галерея

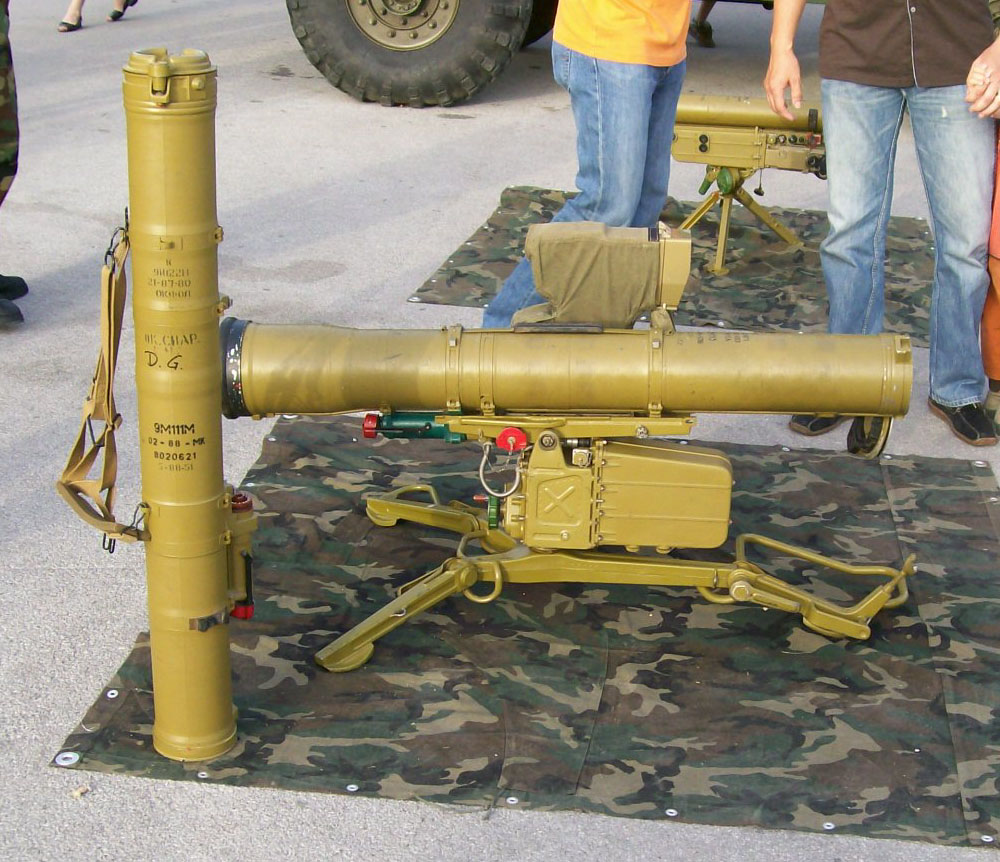
ПТРК 9К113 «Фагот» (ПУ і контейнер з ракетою) та ракета 9М111М «Фактория» в пусковому контейнері (стоїть)
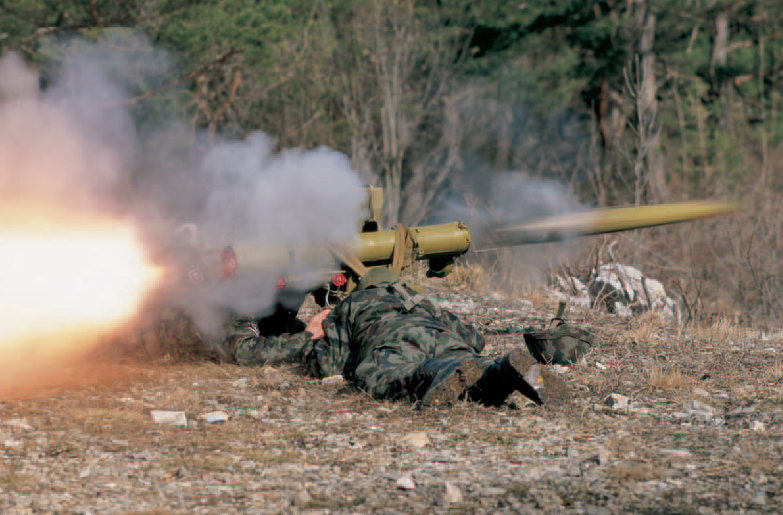
Пуск протитанкової ракети з переносного ПТРК «Фагот». Збройні сили Словенії
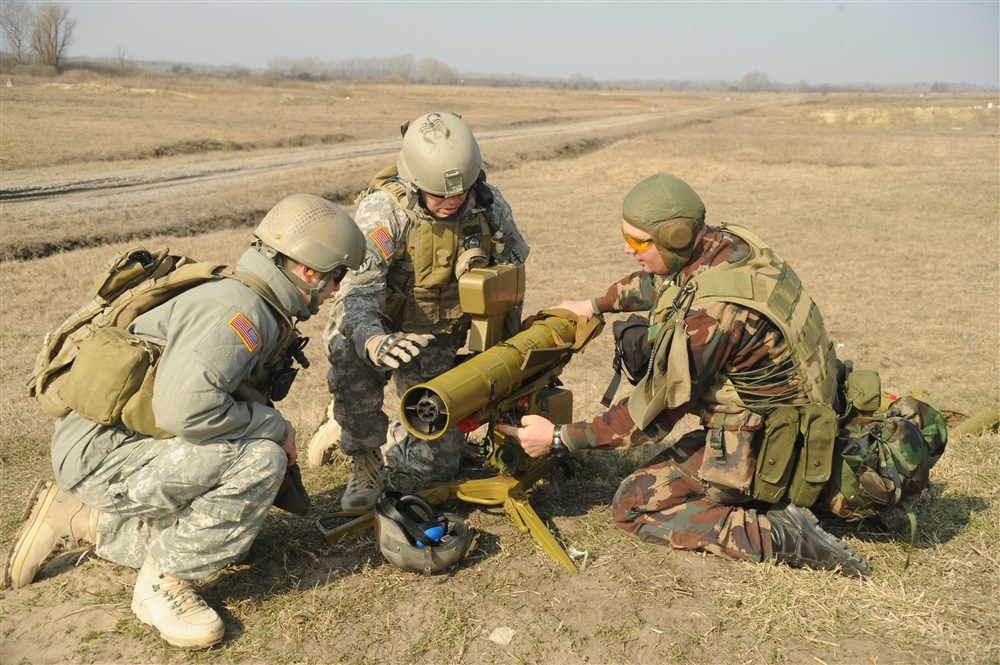
Військові сил спеціальних операцій армії США та Угорщини з ПТРК «Фагот». Угорщина